# 식스 데이 세븐 나잇
《식스 데이, 세븐 나잇》(영어: Six Days, Seven Nights)은 1998년에 개봉한 미국의 액션 모험 코미디 영화이다. 하와이주 카우아이섬에서 현지 촬영되었다.

## 줄거리
뉴욕 패션 잡지 편집자 로빈은 남자친구 프랭크와 마카테아섬에서 일주일 휴가를 보내기로 한다. 섬으로의 마지막 비행기 이동은 미국인 퀸 해리스가 조종한다.
다음 날 아침 로빈의 상사 마저리는 로빈에게 타히티섬 패션 촬영 현장을 몇 시간 감독해달라고 부탁한다. 퀸은 로빈을 타히티섬으로 데려가는 길에 갑자기 뇌우를 만나자 마카테아섬으로 돌아가려고 한다. 하지만 비행기는 번개를 맞고, 송신기와 라디오가 고장난다. 무인도에 착륙하면서 비행기는 큰 돌에 부딪혀 착륙 장치가 손상된다.
티격태격하던 두 사람은 해적을 마주치는 등 함께 고난의 여정을 함께 하며 서로에게 이끌리기 시작한다.

## 출연
- 해리슨 포드 - 퀸 "퀴니" 해리스 역
- 앤 헤이치 - 로빈 먼로 역
- 데이비드 슈위머 - 프랭크 마틴 역
- 재클린 오브라도스 - 앤젤리카 역
- 테무에라 모리슨 - 제이거 역
- 앨리슨 재니 - 마저리 역
- 더글러스 웨스턴 - 필리프 생클레르 역
- 클리프 커티스 - 킵 역
- 대니 트레이호 - 피어스 역
- 벤 보디 - 톰 말로 역
- 데릭 바스코 - 리키 역
- 에이미 시데리스 - 로빈의 비서 역
- 핑 우 - 병원 잡역부 역

## 우리말 녹음
KBS 성우진 (2001년 5월 12일)
- 양지운 - 퀴니(해리슨 포드)
- 서혜정 - 로빈(앤 헤이치)
- 김세한 - 프랭크(데이비드 슈위머)
- 김정주 - 앤젤리카(재클린 오브라도스)
- 나수란 - 로빈의 상사(앨리슨 재니)
- 문영래 - 해적 두목(테무에라 모리슨)
- 이주원 - 구조대 1(벤 보디) / 해적 1
- 구민선 - 회사 직원(에이미 시데리스) / 호텔 안내원(푸아 카홀로쿨라)
- 변영희 - 지배인(더글러스 웨스턴) / 구조대 2(데릭 바스코) / 해적 2

MBC 성우진 (2006년 8월 19일)
- 양지운 - 퀴니(해리슨 포드)
- 박선영 - 로빈(앤 헤이치)
- 방성준 - 프랭크(데이비드 슈위머)
- 조현정 - 앤젤리카(재클린 오브라도스)
- 김두희
- 류승곤
- 양준건
- 유상우